# Papilionins
Els papilionins (Papilioninae) són una subfamília de lepidòpters ditrisis de la família Papilionidae distribuïts a tot el món, però amb la major part de les espècies en els tròpics. Hi ha aproximadament 480 espècies.

## Llista de tribus i gèneres
Els papilionins es divideixen en tres tribus i nombrosos gèneres:
- Tribu Leptocircini
  - Eurytides Hübner, 1821
  - Graphium Scopoli, 1777
  - Iphiclides Hübner, 1819
  - Lamproptera Gray, 1832
  - Meandrusa Moore, 1888
  - Mimoides Brown, 1991
  - Teinopalpus Hope, 1843
  - Protesilaus Swainson, 1832
  - Protographium Munroe, 1961
  - Teinopalpus Hope, 1843
- Tribu Papilionini
  - Papilio Linnaeus, 1758
- Tribu Troidini
  - Atrophaneura Reakirt, 1865
  - Battus Scopoli, 1777
  - Cressida Swainson, 1832
  - Euryades C. & R. Felder, 1864
  - Ornithoptera Boisduval, 1832
  - Parides Hübner, 1819
  - Pharmacophagus Haase, 1891
  - Troides Hübner, 1819